# Мейтленд, Роберт
Роберт «Боб» Джон Мейтленд (англ. Robert "Bob" John Maitland, 31 марта 1924, Бирмингем, Великобритания — 26 августа 2010, Мец, Франция) — британский шоссейный велогонщик, серебряный призёр летних Олимпийских игр в Лондоне (1948) в групповой шоссейной гонке.

## Карьера
В 1944 и 1946 гг. занимал третье место в национальном чемпионате по шоссейным гонкам, в 1948 г. стал чемпионом. В 1949 г. вновь стал бронзовым призёром.
В 1948 г. стал серебряным призёром в групповой шоссейной гонке на Олимпийских играх, проходивших в Лондоне. В этот период итоги командного первенства поводились по итогам индивидуальной гонки, в которой он финишировал шестым, отстав от победителя Жозе Бейара из Франции на 4 сек.
К 1952 г. стал членом команды British League of Racing Cyclists, выиграв «серебро» в национальном первенстве 1952 г. и «золото» в следующем — 1953 г., в 1954 г. вновь финишировал третьим. Однако, как представитель независимой или полупрофессиональной команды утратил права принимать участие в Олимпиадах.
В 1989 году стал чемпионом мира среди ветеранов в возрастной категории 65-69 лет.